# Орден Вієстура
Орден Вієстура (латис. Viestura ordenis) — латвійський державний орден, заснований у 1938 році, який був тимчасово скасований у 1940 році внаслідок радянської окупації Латвії, але був відновлений у 2004 році. Орден названий на честь середньовічного історичного діяча, короля стародавньої Семигалії — Вієстура .

## Класи ордена
Орден вручається за такими ступенями:
- Великий хрест: хрест носять підвішеним на поясі через плече з нагрудною зіркою.
- Великий офіцер: хрест носять підвішеним на шиї з нагрудною зіркою
- Командир: Хрест носять підвішеним на шиї
- Офіцер: Хрест носять підвішеним до стрічки з розеткою на грудях
- Лицар: Хрест носять підвішеним до стрічки, яку носять на грудях.

Орден також має три медалі, які можуть бути нагороджені в цивільних або військових підрозділах:
- Золота медаль
- Срібна медаль
- Бронзова медаль

| 1 клас з мечами, для чоловіків | 1 клас, для чоловіків | 1 клас з мечами, для жінок | 1 клас, для жінок |
| ------------------------------ | --------------------- | -------------------------- | ----------------- |
|                                |                       |                            |                   |
|                                |                       |                            |                   |
| 2 клас з мечами, для чоловіків | 2 клас, для чоловіків | 2 клас з мечами, для жінок | 2 клас, для жінок |
|                                |                       |                            |                   |
|                                |                       |                            |                   |
| 3 клас з мечами, для чоловіків | 3 клас, для чоловіків | 3 клас з мечами, для жінок | 3 клас, для жінок |
|                                |                       |                            |                   |
|                                |                       |                            |                   |
| 4 клас                         | 5 клас                |                            |                   |
|                                |                       |                            |                   |
|                                |                       |                            |                   |

## Відомі Кавалери ордена
| Рік      | Фото | Ім'я                 | Діяльність                                                                                     |
| -------- | ---- | -------------------- | ---------------------------------------------------------------------------------------------- |
| 1939     |      | Карліс Аператіс      | латвійський воєначальник, штандартенфюрер Ваффен-СС                                            |
| 2007     |      | Вайра Віке-Фрейберга | колишній Президент Латвії                                                                      |
| 2008     |      | Валдіс Затлерс       | колишній Президент Латвії                                                                      |
| 2011     |      | Андріс Берзіньш      | колишній Президент Латвії                                                                      |
| 2022     |      | Володимир Зеленський | президент України                                                                              |
| Невідомо |      | Яніс Кіпурс          | латвійський бобслеїст і тренер                                                                 |
| Невідомо |      | Карліс Улманіс       | президент та фактичний диктатор Латвійської республіки у 1936—1940 роках, до її окупації СРСР. |